# Fujiko F. Fujio
Ne doit pas être confondu avec Fujiko Fujio ou Fujiko Fujio A.
Fujiko F. Fujio (藤子・F・不二雄), de son vrai nom Hiroshi Fujimoto (藤本 弘, Fujimoto Hiroshi) est un mangaka né le 1er décembre 1933 à Takaoka dans la préfecture de Toyama au Japon et décédé le 23 septembre 1996. Il est le créateur de la série animée Malicieuse Kiki et du manga Doraemon.
Son travail sur Doraemon s'est effectué au sein d'un duo avec Motoo Abiko, duo nommé Fujiko Fujio. À leur séparation en 1987, chacun garda cette identité, Fujimoto ajoutant (F) puis F., et Abiko (A).

## Sources